# Luka Begonja
Luka Begonja (sinh 23 tháng 5 năm 1992) là một cầu thủ bóng đá Croatia thi đấu cho Široki Brijeg mượn từ NK Lokomotiva ở vị trí tiền vệ.

## Sự nghiệp câu lạc bộ
Ngày 14 tháng 4 năm 2010, Begonja ra mắt chuyên nghiệp trước NK Slaven Belupo và được thay ra ở phút thứ 65.